# Amphinecta luta
Amphinecta luta är en spindelart som beskrevs av Forster och Wilton 1973. Amphinecta luta ingår i släktet Amphinecta och familjen Amphinectidae. Inga underarter finns listade i Catalogue of Life.